# Меґґі Ґега
Ме́ґґі Ґе́га (англ. Maggie Geha) — американська акторка та модель. Відома роллю суперзлодійки Отруйного Плюща у телесеріалі «Ґотем».

## Біографія
Народилася 4 квітня 1988 року у Бостоні, Массачусетс, США. Навчалася у Середній школі Вермонту та Коледжі Ньюпорта, Род Айленд. Нині живе в Нью-Йорку, де навчалася у Коледжі Мерімаунт Мангетен на театральному мистецтві та перформансі. 
Почала акторську діяльність 2011 року, з'явившись у короткометражному фільмі «Таксі Теранга». З того часу знялася у цілій низці повно- й короткометражних фільмів та серіалів. Меґґі, зокрема, відома ролями у фільмах «Третій зайвий 2» та «Зимова фантазія». У червні 2016 року стало відомо, що вона гратиме роль дорослої Айві / Отруйний Плющ у телесеріалі «Ґотем». Окрім акторської кар'єри, займається модельним бізнесом — 2004 року здобула титул Міс Вермонт США, а згодом взяла участь у фотосесії для журналу «Explore Modelling».

## Фільмографія

### Кіно
- Winter's Tale (2014) — «Зимова фантазія»;
- The Rewrite (2014) — «Виправлений варіант»;
- Ted 2 (2015) — «Третій зайвий 2»;
- In Stereo (2015) — «Стерео»;
- The Harrow (2016) — «Герров».

### Короткометражки
- Taxi Cab Teranga (2011) — «Таксі Теранга»;
- Save the Cat (2012) — «Врятувати кішку»;
- David Gandy's Goodnight (2013) — «На добраніч Девіда Генді»;
- Beyoncé: Pretty Hurts (2013) — «Beyoncé: Краса ранить».

### Телебачення
- Gossip Girl (2012; 1 епізод) — «Пліткарка»;
- 30 Rock (2013; 1 епізод) — «30 потрясінь»;
- All My Children (2013 — наші дні; 6 епізодів) — «Усі мої діти»;
- Happysh (2015; 1 епізод) — «Типу щастя»;
- Gotham (2016; 4 епізоди) — «Ґотем».